# بو هاروی
بو هاروی (انگلیسی: Boo Harvey؛ زادهٔ ۱ اکتبر ۱۹۶۶) بازیکن بسکتبال اهل ایالات متحده آمریکا است.